# (33745) 1999 NW61
1999 NW61 (asteroide 33745) é um asteroide da cintura principal. Possui uma excentricidade de 0.16658780 e uma inclinação de 13.93206º.
Este asteroide foi descoberto no dia 13 de julho de 1999 por LINEAR em Socorro.